# ALARM反輻射飛彈
ALARM反輻射飛彈 (Air Launched Anti-Radiation Missile，也音译为阿拉姆导弹)是一款英國製的空射反輻射飛彈。1981年開始由英國航太的子公司研發，1986年開始量產，之後普及於英國各種空軍機種，並通過「鴿子軍購案」外銷至沙烏地阿拉伯。